# Awkwafina
Nora Lum (New York, 1988. június 2.–) művésznevén Awkwafina Primetime Emmy- és Golden Globe-díjas amerikai színésznő és rapper. 
Mellékszerepekben volt látható például az Ocean’s 8 – Az évszázad átverése vagy a Kőgazdag ázsiaiak című filmekben, majd 2019-ben A búcsú című filmben főszerepet kapott. Utóbbi alakításáért elnyerte a legjobb színésznőnek járó Golden Globe-díjat, mellyel az első ázsiai származású nő lett, akit főszereplőként jutalmaztak.
Két nagylemeze jelent meg, Yellow Ranger (2014) és In Fina We Trust (2018) címmel.

## Filmográfia

### Film
| Év   | Magyar cím                         | Eredeti cím                               | Szerep                 | Magyar hang        |
| ---- | ---------------------------------- | ----------------------------------------- | ---------------------- | ------------------ |
| 2016 |                                    | Bad Rap (dokumentumfilm)                  | önmaga                 |                    |
| 2016 | Rossz szomszédság 2.               | Neighbors 2: Sorority Rising              | Christine              | Szilágyi Csenge    |
| 2016 | Gólyák                             | Storks                                    | Fürj (hangja)          | Kocsis Mariann     |
| 2018 |                                    | Dude                                      | Rebecca                |                    |
| 2018 | Ocean’s 8 – Az évszázad átverése   | Ocean's 8                                 | Constance              | Gáspár Kata        |
| 2018 | Kőgazdag ázsiaiak                  | Crazy Rich Asians                         | Goh Peik Lin           |                    |
| 2019 | A búcsú                            | The Farewell                              | Billi Wang             | Tamási Nikolett    |
| 2019 | Paradise Hills                     | Paradise Hills                            | Yu                     | Molnár Ilona       |
| 2019 | Angry Birds 2. – A film            | The Angry Birds Movie 2                   | Courtney (hangja)      | Berkes Boglárka    |
| 2019 | Két páfrány között – A film        | Between Two Ferns: The Movie              | önmaga                 |                    |
| 2019 | Jumanji – A következő szint        | Jumanji: The Next Level                   | Ming Fleetfoot         | Szilágyi Csenge    |
| 2020 | SpongyaBob: Spongya szökésben      | The SpongeBob Movie: Sponge on the Run    | Ottó (hangja)          | Solecki Janka      |
| 2021 |                                    | Breaking News in Yuba County              | Mina                   |                    |
| 2021 | Raya és az utolsó sárkány          | Raya and the Last Dragon                  | Sisu (hangja)          | Peller Anna        |
| 2021 | Shang-Chi és a tíz gyűrű legendája | Shang-Chi and the legend of the Ten Rings | Katy                   | Gubik Petra        |
| 2021 | Hattyúdal                          | Swan Song                                 | Kate / Kate duplikáció |                    |
| 2022 | A rosszfiúk                        | The Bad Guys                              | Tarantella (hangja)    | Gubik Petra        |
| 2023 | Renfield                           | Renfield                                  | Rebecca Quincy         | Gubik Petra        |
| 2023 | A kis hableány                     | The Little Mermaid                        | Hablaty (hang)         | Sági Tímea         |
| 2023 | Volt egyszer egy stúdió            | Once Upon a Studio                        | Sisu (hangja)          | Peller Anna        |
| 2023 | Quiz Lady                          | Quiz Lady                                 | Anne                   | Gubik Petra        |
| 2023 | Kacsalábon                         | Migration                                 | Balek (hangja)         | Szilágyi Csenge    |
| 2024 |                                    | Migration: Fly Hard (rövidfilm)           | Balek (hangja)         |                    |
| 2024 | Kung Fu Panda 4.                   | Kung Fu Panda 4                           | Zhen (hangja)          | Szilágyi Csenge    |
| 2024 | Képzeletbeli barátok               | IF                                        | Bubi (hangja)          | Gubik Petra        |
| 2024 | Jackpot!                           | Jackpot!                                  | Katie                  | Bogdányi Titanilla |
| 2025 | A rosszfiúk 2.                     | The Bad Guys 2                            | Tarantella (hangja)    | Gubik Petra        |

### Televízió
| Év        | Magyar cím                            | Eredeti cím                         | Szerep                      | Megjegyzések                                                           |
| --------- | ------------------------------------- | ----------------------------------- | --------------------------- | ---------------------------------------------------------------------- |
| 2014–2015 | Csajkódex                             | Girl Code                           | önmaga                      | 6 epizód                                                               |
| 2015      |                                       | Girl Code Live                      | önmaga (műsorvezető)        | 10 epizód                                                              |
| 2015      | Parkműsor                             | Regular Show                        | Apple (hangja)              | egy epizód                                                             |
| 2015–2017 |                                       | Tawk                                | önmaga (műsorvezető)        | 36 epizód                                                              |
| 2016      |                                       | Mary + Jane                         | Gina                        | 1 epizód                                                               |
| 2017      | Future Man                            | Future Man                          | nő a videójáték-üzletben    | 3 epizód                                                               |
| 2018      | Animals                               | Animals.                            | Annie (hangja)              | 1 epizód                                                               |
| 2018      | Saturday Night Live                   | Saturday Night Live                 | önmaga (műsorvezető)        | 1 epizód                                                               |
| 2019      |                                       | Weird City                          | Charlotta                   | 1 epizód                                                               |
| 2019      | A Simpson család                      | The Simpsons                        | Carmen / Dr. Chang (hangja) | 2 epizód                                                               |
| 2019      | Tuca és Bertie                        | Tuca & Bertie                       | Bertie bal melle (hangja)   | 1 epizód                                                               |
| 2019      | A Sötét Kristály – Az ellenállás kora | The Dark Crystal: Age of Resistance | Gyűjtő (hangja)             | 7 epizód                                                               |
| 2020      |                                       | Awkwafina Is Nora from Queens       | Nora Lin                    | - 10 epizód - sorozat megalkotója - forgatókönyvíró és vezető producer |
| 2020      |                                       | One World: Together at Home         | önmaga                      | különkiadás                                                            |